# 坂本親王
坂本親王（さかもとしんのう、延暦12年（793年） - 弘仁9年11月5日（818年12月6日））は、平安時代初期の皇族。桓武天皇の皇子。母は河上真奴（錦部春人の娘）。官位は四品・治部卿。

## 経歴
延暦24年（805年）殿上にて元服。大同4年（809年）長岡京の土地4町を与えられる。弘仁2年（811年）四品に叙せられ、のち治部卿に任ぜられるが、弘仁9年（818年）11月5日薨去。享年26。最終官位は治部卿四品。